# Else Heise
Else Eli Brion Heise (født 12. maj 1892 på Bregentved ved Haslev, død 1961 eller 1962) var en dansk oversætter ansat ved forlaget Gyldendal.
Hun er især kendt for at have skabt de danske navne til Peter Plys og hans venner.
Hun var i perioden 1926-1934 tante til forfatteren og forlæggeren Godfred Hartmann, da hun var gift med Harald Lehmann, som var bror til Godfreds mor. Hun omtales i hans erindringsbøger De må gerne sige du og I delfinens tegn.

## Bøger oversat af Else Heise
- Cynthia Stockley: Aprilsnarren (1921)
- Cynthia Stockley: Poppy (1922)
- Ethel S. Turner: Kong Anne (1924)
- Cynthia Stockley: Ponjola (1926)
- A.A. Milne: Peter Plys (1930)
- A.A. Milne: Peter Plys og hans venner (1931)
- Dick Douglas: En Spejder i Storbjørnens Land (1932)
- Robert Briffault: Europa (1939)
- Eric Linklater: Det blæser på månen (1955)
- Pamela Hansford Johnson: Hendes bedste rolle (1955)
- Eric Linklater: Far skal hjem (1956)